# On Fire (singel)
On Fire – pierwszy singel belgijskiego piosenkarza Loïca Notteta z jego drugiego albumu studyjnego, zatytułowanego Sillygomania. Singel został wydany 30 listopada 2018. Twórcami tekstu utworu są Loïc Nottet i Sacha Skarbek, natomiast jego produkcją zajęli się Skydancers.
„On Fire” jest utrzymany w stylu muzyki electropop. Utwór był notowany na 10. miejscu na liście najlepiej sprzedających się singli w Belgii.

## Teledysk
Teledysk został wydany na YouTube 7 grudnia 2018 i został wyreżyserowany przez Sachę Skarbek. Trwa trzy minuty i czterdzieści pięć sekund.

## Lista utworów
- Digital download[2]

1. „On Fire” – 3:47

## Personel
Opracowano na podstawie materiału źródłowego.
- Loïc Nottet – wokal, autor tekstu
- Max von Ameln – inżynier dźwięku
- Jukka Jahnukainen – inżynier dźwięku
- Ken Lewis – inżynier miksujący
- Randy Merrill – inżynier masteringu
- Sacha Skarbek – autor tekstu
- Skydancery – producent, inżynier dźwięku
- Matthieu Tosi – gitara elektryczna, keyboard, programator
- Jean Noël Wilthien – gitara elektryczna, keyboard, programator, perkusja
- Laurent Wilthien – gitara elektryczna, keyboard, programator

## Notowania
| Lista (2018–19)                       | Najwyższa pozycja |
| ------------------------------------- | ----------------- |
| Belgia (Ultratop 50 Singles, Walonia) | 10                |

| Lista (2019)                           | Najwyższa pozycja |
| -------------------------------------- | ----------------- |
| Belgia (Ultratop 100 Singles, Walonia) | 42                |

## Historia wydania
| Region | Data              | Format           | Wytwórnia | Źródło |
| ------ | ----------------- | ---------------- | --------- | ------ |
| Świat  | 30 listopada 2018 | Digital download | Sony      | [ 2 ]  |